# Mediakonvertor

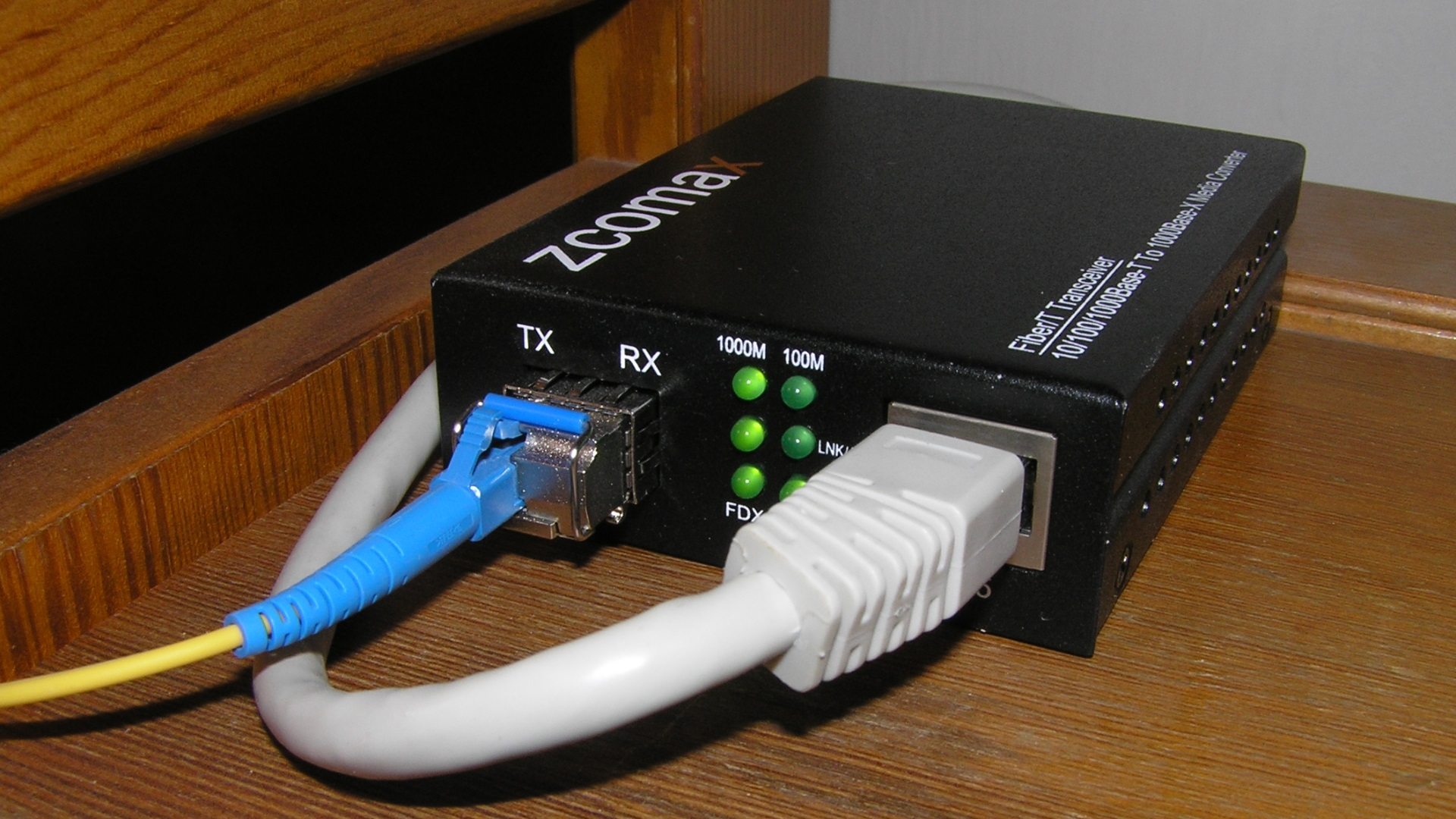
Media konvertor Zcomax

Mediakonvertor, známý také jako optický převodník umožňuje převést datový signál mezi různými druhy sítí. Nejčastěji slouží pro vzájemné propojení optických a metalických ethernetových linek. Hojně se využívá u internetového připojení typu FTTH (fiber to the home), s nímž lze v současné době obousměrně dosahovat rychlostí až 1 Gb/s (1000 Mb/s). Typické převodníky mají port RJ-45 a nějaký typ optického konektoru, obvykle SC nebo ST.

## Časté vlastnosti
Fiber media jsou:
- napájeny elektrickým proudem,
- mají kryty pro venkovní nebo vnitřní použití,
- snáší vyšší pracovní teploty,
- jsou vybaveny DIP přepínači pro nastavení Full/Half duplexu a MDI/MDI-X módu u metalického portu,
- detektor na zjištění přerušení v daném směru.